# Club Handbol Mislata
El Club Handbol Mislata es un club de balonmano femenino de la ciudad valenciana de Mislata. Se le denomina al equipo sénior como Grupo USA Handbol Mislata UPV por motivos de patrocinio.

## Historia
Fundado en 2005, se crea con el objetivo de "Fomentar y promover la práctica deportiva del balonmano como herramienta para la inclusión social, la transmisión de valores y la formación integral de la persona." Herederas del histórico Ferrobús Ku Mislata, el club nació para dejar el vacío dejado por la Asociación Deportiva Amadeo Tortajada en Mislata que, un año antes, salió de la ciudad.

### Directiva y cuerpo técnico
Dirigido en sus inicios por José Antonio Rodríguez y el mito de los banquillos Gregorio García (dirigió al Ferrobús Mislata en la época de mayor esplendor del equipo) el club busca hacer una estructura seria de la mano de ambos. Pero, en 2024, Gregorio salió del club mislateño.
Entrenado por Alberto Estornell desde enero del 2022, relevó en el cargo a Miguel Alegría Soto y en la temporada 2023-24 firmó un ascenso desde el grupo C de la División de Honor Plata femeninaa la División de Honor Oro para la 2024-25.En 2024/25 cogió las riendas Susana Pareja, pero los malos resultados del club valenciano desembocaron en la llegada de Sonia Rodríguez y la salida de Pareja.
En su nuevo intento para subir a la máxima división en la División de Honor Oro 2025/26 fichó a Verónica Cuadrado.

### Jugadoras notables
Por sus filas han pasado jugadoras que juegan en la División de Honor española como Sara Bravo (Club Balonmano Femenino Málaga Costa del Sol), Elena Martínez (Club Balonmano Elche) o Ángela López (Grafometal La Rioja).